# Reggaetón lento (Bailemos)
«Reggaetón Lento (Bailemos)» es una canción interpretada por el Grupo Musical latino CNCO lanzada el 26 de agosto de 2016, perteneciente a su primer álbum de estudio «Primera Cita» (2016), fue lanzada a través de Sony Music Latin. La canción fue compuesta por Eric Pérez, Jadan Andino, Jorge Class, Luis Angel O'Neil, Yashua Camacho y producida por Luis Ángel O'Neill, Eric Pérez, Jorge Class.
Reggaetón lento, así mismo tuvo una buena recepción comercial  ya que alcanzó en un corto espacio de tiempo el primer lugar en las listas musicales de varios países. La canción cuenta con 3 versiones las que fueron lanzadas simultáneamente, «Reggaetón Lento (Bailemos)» interpretada por ellos mismo,  luego está «Reggaetón Lento (Bailemos)» con la colaboración de Zion & Lennox, en el 2017 se lanzó una nueva versión remix  con las voces adicionales del grupo femenino británico Little Mix la canción debutó en los primeros puestos de las listas de single del Reino Unido.

## Promoción

### Video Musical
El video oficial de «Reggaetón Lento (Bailemos)» fue estrenado el 7 de octubre de 2016, y fue Dirigido por Mike Ho, el video fue filmado en el Xtreme Action Park de Fort Lauderdale, Florida; el music video cuenta con más de mil millones de reproducciones en YouTube siendo la primera boyband en lograrlo.

### Presentación en vivo
En el 2017 la boyband se presentó por primera vez en los Latín Grammy con «Reggaetón Lento (Bailemos)» y además fue nominado en una categoría como «Mejor Artista nuevo».

## Formato
- Descarga digital

| «Reggaetón Lento (Bailemos)» — Sencillo |                                                |          |  |
| N.º                                     | Título                                         | Duración |  |
| 1.                                      | «Reggaetón Lento (Bailemos)»                   | 3:42     |  |
| 2.                                      | «Reggaetón Lento (Bailemos) ft. Zion & Lennox» | 4:09     |  |
| 3.                                      | «Reggaetón Lento (Remix) ft. Little Mix»       | 3:08     |  |

## Posicionamiento en listas
| País            | Lista                                      | Mejor posición |
| --------------- | ------------------------------------------ | -------------- |
| Argentina       | Monitor Latino                             | 2              |
| Argentina       | CAPIF                                      | 1              |
| Bolivia         | Monitor Latino                             | 3              |
| Brasil          | Pop Airplay (Billboard Brasil)             | 15             |
| Bulgaria        | PROPHON                                    | 1              |
| Chile           | Monitor Latino                             | 1              |
| Colombia        | National-Report                            | 6              |
| República Checa | Radio Top 100                              | 82             |
| Ecuador         | Monitor Latino                             | 9              |
| Ecuador         | National-Report                            | 1              |
| El Salvador     | Monitor Latino                             | 15             |
| Guatemala       | Monitor Latino                             | 2              |
| Italia          | FIMI                                       | 55             |
| México          | Mexico Airplay (Billboard)                 | 1              |
| Panamá          | Monitor Latino                             | 2              |
| Paraguay        | Monitor Latino                             | 2              |
| Perú            | Monitor Latino                             | 5              |
| Eslovenia       | SloTop50                                   | 3              |
| España          | PROMUSICAE                                 | 2              |
| Uruguay         | Monitor Latino                             | 3              |
| Venezuela       | National-Report                            | 32             |
| Venezuela       | Record Report                              | 49             |
| Estados Unidos  | Bubbling Under Hot 100 Singles (Billboard) | 11             |
| Estados Unidos  | Hot Latin Songs (Billboard)                | 6              |
| Estados Unidos  | Latin Airplay (Billboard)                  | 4              |
| Estados Unidos  | Mainstream Top 40 (Billboard)              | 35             |
| Portugal        | AFP                                        | 58             |

## Certificaciones
| País           | Organismo certificador | Certificación      | Simbolización | Ref.   |
| -------------- | ---------------------- | ------------------ | ------------- | ------ |
| Argentina      | ARIA                   | Platino            | ▲             | [ 32 ] |
| Canadá         | Music Canada           | Platino            | ▲             | 2      |
| Italia         | FIMI                   | Platino            | 3▲            | [ 33 ] |
| México         | AMPROFON               | Diamante + Platino | ♦ + 3▲        | [ 34 ] |
| España         | PROMUSICAE             | Platino            | 6▲            | 2      |
| Estados Unidos | RIAA                   | Platino            | 5▲            | [ 35 ] |

## Nominaciones
| Premiación                    | Año  | Categoría                  | Artista/ Trabajo                              | Resultado | ref    |
| ----------------------------- | ---- | -------------------------- | --------------------------------------------- | --------- | ------ |
| Premios Juventud              | 2017 | Mejor Canción pa' chillin' | «Reggaetón Lento (Bailemos)» CNCO             | Ganador   | [ 36 ] |
| Latín American Music Awards   | 2017 | Favorite Pop/Rock song     | «Reggaetón Lento (Bailemos)» CNCO             | Ganador   | [ 37 ] |
| MTV Miaw                      | 2017 | Hit Del Año                | «Reggaetón Lento (Bailemos)» CNCO             | Ganador   | [ 38 ] |
| Kids' Choice Awards México    | 2017 | Canción Favorita           | «Reggaetón Lento (Bailemos)» CNCO             | Ganador   | [ 39 ] |
| Kids' Choice Awards Argentina | 2017 | Canción Favorita           | «Reggaetón Lento (Bailemos)» CNCO             | Nominados | [ 40 ] |
| Kids' Choice Awards Colombia  | 2017 | Canción Favorita           | «Reggaetón Lento (Bailemos)» CNCO             | Ganador   | [ 41 ] |
| Teen Choice Awards            | 2017 | Canción Latina             | «Reggaetón Lento (Bailemos)» CNCO             | Nominados | [ 42 ] |
| iHeartRadio Music Awards      | 2018 | Best Remix                 | «Reggaetón Lento (Remix)» CNCO ft. Little Mix | Ganador   | [ 43 ] |

## Reggaetón Lento (Remix)
La segunda versión remix de la canción incluye voces adicionales del grupo de chicas británico Little Mix . Fue lanzado el 18 de agosto de 2017. La canción debutó en el número cinco en la lista de singles del Reino Unido, convirtiéndose en el primer sencillo entre los diez primeros de CNCO y el duodécimo de Little Mix. Se incluye en la reedición del cuarto álbum de estudio de Little Mix, Glory Days: The Platinum Edition (2017) y el segundo álbum de estudio homónimo de CNCO (2018) como segundo sencillo.

### Antecedentes y lanzamiento
La colaboración se anunció un día antes del lanzamiento en las cuentas de redes sociales de ambos grupos, y la revista Billboard afirmó que sería "enorme".

### Promoción

#### Video musical
El video musical del remix se lanzó el 18 de septiembre de 2017 en el canal de YouTube Vevo de Little Mix . Fue dirigida por Marc Klasfeld y está ambientada en un club donde los dos grupos bailan en la pista uno frente al otro.

#### Actuaciones en vivo
Ambos grupos interpretaron el sencillo por primera vez en televisión durante la final de la serie X Factor 14 , el 3 de diciembre de 2017.

### Posicionamiento en listas
| País            | Lista                                      | Mejor posición |
| --------------- | ------------------------------------------ | -------------- |
| Argentina       | (Monitor Latino)                           | 15             |
| Australia       | (ARIA)                                     | 68             |
| Austria         | Ö3 Austria Top 40                          | 53             |
| Bélgica         | Ultratop 50 Flandes                        | 8              |
| Brasil          | Hot 100 Airplay                            | 76             |
| Bulgaria        | (PROPHON)                                  | 1              |
| Canadá          | (Canadian Hot 100)                         | 96             |
| República Checa | Singles Digitál Top 100                    | 60             |
| Finlandia       | Digital Song Sales(Billboard)              | 8              |
| Finlandia       | Latauslista                                | 5              |
| Francia         | (SNEP)                                     | 62             |
| Alemania        | GFK Charts                                 | 96             |
| Hungría         | Dance Top 40                               | 13             |
| Hungría         | Rádiós Top 40                              | 2              |
| Hungría         | Single Top 40                              | 8              |
| Hungría         | Stream Top 40                              | 36             |
| Irlanda         | IRMA                                       | 14             |
| Italia          | (FIMI)                                     | 32             |
| Japón           | Japon Hot 100                              | 55             |
| Líbano          | (Lebanese Top 20)                          | 7              |
| México          | Mexico Airplay(Billboard)                  | 1              |
| Países Bajos    | Top 40                                     | 2              |
| Países Bajos    | (Mega Top 50)                              | 3              |
| Nueva Zelanda   | (RMNZ)                                     | 4              |
| Panamá          | Monitor Latino                             | 2              |
| Filipinas       | Hot 100                                    | 33             |
| Polonia         | Top 100 de Airplay en Polonia              | 27             |
| Portugal        | AFP                                        | 23             |
| Rumania         | Airplay 100                                | 1              |
| Escocia         | OCC                                        | 2              |
| Eslovaquia      | Rádio Top 100                              | 63             |
| Eslovaquia      | Singles Digitál Top 100                    | 25             |
| Eslovenia       | SloTop50                                   | 1              |
| España          | (PROMUSICAE)                               | 14             |
| Suecia          | (Sverigetopplistan)                        | 1              |
| Suiza           | Schweizer Hitparade                        | 18             |
| Reino Unido     | UK Singles (OCC)                           | 5              |
| Estados Unidos  | Bubbling Under Hot 100 Singles (Billboard) | 3              |
| Estados Unidos  | Hot Latin Songs(Billboard)                 | 6              |
| Estados Unidos  | Mainstream Top 40 (Billboard)              | 35             |

### Certificaciones
| País         | Organismo certificador | Certificación | Simbolización | Ref.   |
| ------------ | ---------------------- | ------------- | ------------- | ------ |
| Australia    | ARIA                   | Oro           | ●             | [ 84 ] |
| Bélgica      | BEA                    | Oro           | ●             | [ 85 ] |
| Brasil       | PMB                    | Platino       | 3▲            | [ 86 ] |
| México       | AMPROFON               | Oro           | ●             | [ 34 ] |
| Países Bajos | NVPI                   | Platino       | 2▲            | [ 87 ] |
| Polonia      | ZPAV                   | Oro           | ●             | [ 88 ] |
| Portugal     | AFP                    | Oro           | ●             | [ 89 ] |
| Reino Unido  | BPI                    | Platino       | ▲             | [ 90 ] |
| Suiza        | IFPI                   | Platino       | ▲             | [ 91 ] |